# Elisha Muroiwa
Elisha Muroiwa (ur. 28 stycznia 1989 w Glen View) – zimbabwejski piłkarz grający na pozycji prawego obrońcy. W swojej karierze rozegrał 12 meczów i strzelił 1 gola w reprezentacji Zimbabwe.

## Kariera klubowa
Swoją karierę piłkarską Muroiwa rozpoczął w klubie Harare Sporting FC, w którym grał w latach 2008-2009. W 2010 był zawodnikiem Highfield United FC, a w 2011 - Twalumba FC. W latach 2012–2017 występował w Dynamos FC, z którym wywalczył trzy mistrzostwa Zimbabwe w sezonach 2012, 2013 i 2014 oraz wicemistrzostwo w sezonie 2015. Zdobył też Puchar Zimbabwe w 2012 roku. W sezonie 2017/2018 był piłkarzem tanzańskiego klubu Singida United FC, a w 2018 występował w Harare City FC. W sezonie 2018/2019 ponownie był graczem Singidy United. W latach 2019–2022 grał w zambijskim zespole Mufulira Wanderers.

## Kariera reprezentacyjna
W reprezentacji Zimbabwe Muroiwa zadebiutował 19 stycznia 2016 w przegranym 0:1 meczu Mistrzostw Narodów Afryki 2016 z Zambią, rozegranym w Gisenyi. Od 2006 do 2008 wystąpił w kadrze narodowej 12 razy i strzelił 1 gola.